# Vraždy ve Stratfordu
Vraždy ve Stratfordu (v anglickém originále Shakespeare & Hathaway: Private Investigators) je britský mysteriózní komediální-dramatický televizní seriál, který se odehrává ve Stratfordu nad Avonou. Seriál měl ve Spojeném království premiéru 28. února 2018 na stanici BBC One. V Česku měl premiéru 4. července 2018 na Primě.

## Obsazení

### Hlavní role
- Jo Joyner jako Luella Shakespeare
- Mark Benton jako Frank Hathaway

### Vedlejší role
- Patrick Walshe McBride jako Sebastian Brudenell
- Amber Aga jako detektiv inspektorka Christina Marlowe
- Tomos Eames jako detektiv seržant Keeler
- Roberta Taylor jako Gloria Fonteyn

### Další role
- Asheq Akhtar jako Ajay Matharu
- Julia Deakin jako Genevieve Shakespeare
- Melanie Gutteridge jako Veronica Vinten
- Nigel Whitmey jako Clive Brenton
- Nia Gwynne jako Janice Bardolph
- Abi Mcloughlin jako Diane
- Rob Leetham jako Jack
- Tatsu Carvalho jako Thiago Cabrera
- Amey Woodhall jako Stacey
- Anthony Adjekum jako Duane
- Vicki Pepperdine jako Penelope Pincott
- Sarah Ridgeway jako Soozie Honeywell
- Sheila Steafel jako Dora Bentley
- Ian Hughes jako Owain Pincott
- Timothy West jako Johnny Falstaff
- Gray O'Brien jako Ian Mcclurgy
- Richard Lumsden jako Peter Quintus
- Vicky Hall jako Anne Quintus
- Chris Brazier jako pan R
- Jason Nwoga jako pan G
- Andrew Buckley jako Melvin Pipkin
- Elizabeth Berrington jako Brenda Quintus
- Joey Batey jako Callum Ballimore
- Nick Moran jako Steffan Shiplake
- Hannah Hutch jako Iris Swifton
- Emma Noakes jako Maggie Pross
- Daniel Cerqueira jako Lawrence Pross
- Will Thorp jako Anton Dukes
- Ace Bhatti jako Chester Patterson
- Marjorie Yates jako Edie Grimes
- Ciaran Griffiths jako William 'Billy The Brick' Porters
- Simon Manyonda jako Moses Abiola
- Polly Maberly jako Victoria Cathness
- Isabella Marshall jako Freya Elstob
- Morgana Robinson jako Sally Balthasar
- Julie Atherton jako Antonia Briars
- Ramon Tikaram jako Roman Randall
- Patrick Brennan jako Doug Lambie
- Gemma Lawrence jako Belle Roehampton
- Charlotte Randle jako Martha Weathers
- Mac McDonald jako Martin Mariner
- Díana Bermudez jako Diana Tarsich
- Karl Davies jako Leon Tarsich
- Jade Matthew jako Lola Gower
- Todd Von Joel jako Phil Layman
- Eileen Page jako Theresa Whetton
- Chance Perdomo jako Hamish Kingly
- Chizzy Akudolu jako Sandra Kingly
- Paul Thornley jako Rex Olson
- Jo-Anne Knowles jako Polly Rattle
- Fern Deacon jako Lily Rattle
- Malcolm Atobrah jako Uzoma Oladapo
- Henry Johnson jako mladý Hamish
- Georgie Lord jako Dita Pardy
- Michael McKell jako Len Tekler
- Seeta Indrani jako Cecilia Tekler
- Lorna Watson jako Paulina Stainton
- Vahid Gold jako Milo Tekler
- Nicholas Asbury jako Trevor Cordiss
- Scarlett Murphy jako Mia Bede
- Anna Wilson-Jones jako lady Tania Bede
- Marcus Rutherford jako Lee Sandridge
- Sean Gleeson jako Ron Greenvale
- Tom Lewis jako Dimitri Erasmus
- Shaniqua Okwok jako Helen Nedarson
- Darren Evans jako Spider

## Seznam dílů
| Řada | Díly | Premiéra v VB  | Premiéra v VB     | Premiéra v ČR    | Premiéra v ČR  |
| Řada | Díly | První díl      | Poslední díl      | První díl        | Poslední díl   |
| ---- | ---- | -------------- | ----------------- | ---------------- | -------------- |
| 1    | 10   | 26. února 2018 | 9. března 2018    | 4. července 2018 | 28. srpna 2018 |
| 2    | 10   | 25. února 2019 | 8. března 2019    | bude oznámeno    | bude oznámeno  |
| 3    | 10   | 3. února 2020  | 14. února 2020    | bude oznámeno    | bude oznámeno  |
| 4    | 10   | 14. února 2022 | 16. prosince 2022 | bude oznámeno    | bude oznámeno  |